# Zahna-Elster
Zahna-Elster is een gemeente in de Duitse deelstaat Saksen-Anhalt, gelegen in de Landkreis Wittenberg. De gemeente telt 9.184 inwoners. De gemeente is op 1 januari 2011 ontstaan door de fusie van toenmalige zelfstandige gemeenten Dietrichsdorf, Elster (Elbe), Gadegast, Leetza, Listerfehrda, Mühlanger, Zahna, Zemnick en Zörnigall.
Vanwege een vormfout werd de fusie van Mühlanger op 29 mei 2013 door de hoogste bestuursrechter ongeldig verklaard. Op 1 januari 2014 werd de gemeente alsnog opgenomen in Zahna-Elster.
Annaburg ·
Bad Schmiedeberg ·
Coswig (Anhalt) ·
Gräfenhainichen ·
Jessen (Elster) ·
Kemberg ·
Oranienbaum-Wörlitz ·
Wittenberg ·
Zahna-Elster